# 브로아
브로아(포르투갈어: broa)는 포르투갈, 갈리시아, 및 포르투갈어권 국가들(브라질, 앙골라, 모잠비크, 카보베르데)과 필리핀에서 먹는 옥수수빵이다. 미국 남부의 콘 브레드와 달리, 브로아는 옥수수가루와 밀가루 또는 호밀가루를 섞어 만들며, 이스트를 이용한 발효 과정을 거친다. 주로 칼두 베르드와 같은 수프와 함께 낸다.

## 어원
빵을 뜻하는 고트어 "브로스(𐌱𐍂𐌰𐌿𐌸)"가 어원이다.

## 같이 보기
- 콘 브레드